# الرمادي (إب)
الرمادي هي إحدى قرى الجمهورية اليمنية. وهي تتبع جغرافيًا لمحافظة إب. وإداريًا لمديرية فرع العدين. يبلغ تعداد سكانها 2806 نسمة حسب الإحصاء الذي جرى عام 2004.